# Eric Nickulas
Eric Nickulas (* 25. März 1975 in Hyannis, Massachusetts) ist ein US-amerikanischer Eishockeyspieler, der zuletzt beim ERC Ingolstadt in der Deutschen Eishockey Liga unter Vertrag stand.

## Karriere
Eric Nickulas wurde während des NHL Entry Draft 1994 in der vierten Runde als insgesamt 99. Spieler von den Boston Bruins ausgewählt. Zunächst spielte der Flügelstürmer jedoch drei Jahre lang für die Eishockeymannschaft der University of New Hampshire im Spielbetrieb der National Collegiate Athletic Association sowie eine Saison für die Orlando Solar Bears aus der International Hockey League. Im Sommer 1998 wurde Nickulas in den Kader des Boston-Farmteams, den Providence Bruins aus der American Hockey League, aufgenommen, mit denen er in seiner ersten AHL-Saison den Calder Cup gewann. Zudem gab der Angreifer sein Debüt in der National Hockey League, in der er in zwei Spielen für die Boston Bruins jedoch punktlos blieb. Die folgenden beiden Spielzeiten spielte Nickulas weiterhin sowohl für Boston, als auch deren Farmteam aus Providence.
Im Sommer 2001 wechselte der US-Amerikaner zu Worcester IceCats aus der AHL, für die er die nächsten beiden Jahre auflief. Am 16. Juli 2002 unterschrieb Nickulas einen Vertrag als Free Agent beim NHL-Club St. Louis Blues. Nachdem der Stürmer von den Blues wegen einer Überschreitung des Salary Cap gestrichen wurde, erhielt er am 24. Februar 2004 einen Vertrag bei den Chicago Blackhawks. Bis Saisonende spielte Nickulas noch 21-mal für die Blackhawks, ehe er während des Lockouts in der NHL-Saison 2004/05 für Chicagos Farmteam aus der AHL, die Norfolk Admirals, auf dem Eis stand.
Am 23. August 2005 kehrte Nickulas als Free Agent zu seinem Ex-Club Boston Bruins zurück. Da er in der Saison 2005/06 allerdings nur 16-mal für Boston in der NHL spielte und den Rest der Saison beim Farmteam Providence Bruins verbrachte, wurde der US-Amerikaner am 19. Juni 2006 von den Hannover Scorpions aus der Deutschen Eishockey Liga verpflichtet. Nach zwei Jahren, in denen er mit Hannover jeweils die Play-offs erreichte, verließ Nickulas die Scorpions im Juni 2008 und unterschrieb einen Kontrakt beim Ligarivalen ERC Ingolstadt.

## Erfolge und Auszeichnungen
- 1998 Ken McKenzie Trophy
- 1999 Calder-Cup-Gewinn mit den Providence Bruins

## Statistik
(Stand: Ende der Saison 2009/10)